# Bossembélé
Bossembélé este un oraș din Republica Centrafricană.